# Trichomoniázis
A trichomoniázis (trichomoniasis) a hüvely vagy a húgycső megbetegedésével járó nemi úton terjedő betegség, melyet a Trichomonas vaginalis nevű ostoros protozoon okoz. A kórokozó megfertőzheti mind a nők, mind a férfiak húgyutait és ivarszerveit, a tünetek azonban főleg nőknél jelentkeznek, égő-viszkető érzés, hüvelyfolyás formájában. A leggyakoribb nem vírus okozta szexuális úton terjedő fertőző betegségnek számít, 2005-ben a fiatal nők között 2,8 százalék, míg a férfiak körében 1,7 százalék volt a prevalenciája az Amerikai Egyesült Államokban. Férfiaknál a kórokozó megtelepszik a húgycsőben, a prosztatában és a húgyhólyagban, de csak ritkán okoz tüneteket. Bizonyos területeken a nem-gonococcusos fertőzések akár 5–10%-át is kiteheti ez a megbetegedés. Kimutatása férfiaknál nehezebb, mint nőknél.

## Tünetek
Nőknél a betegség általában egy zöldes-sárga habos hüvelyi váladékozással kezdődik. A nők egy részénél a folyás kisfokú is lehet. A külső nemi szervek érzékenyek és fájdalmasak, a nemi aktus is fájdalmas lehet. Súlyosabb esetekben a külső nemi szervek és a környező bőrterületek gyulladttá válnak és a szeméremajkak megduzzadnak. Előfordul a hólyag fertőzésére emlékeztető fájdalmas és gyakori vizelés.
A férfiaknak általában nincsenek panaszaik, viszont partnerüket megfertőzhetik. Bizonyos esetekben azonban előfordul, hogy rövid ideig habos vagy gennyszerű váladék ürül a húgycsőből, a vizelés fájdalmassá és gyakoribbá válik. Ezek a tünetek általában kora reggel jelentkeznek. A húgycső enyhén érzékeny lehet, néha pedig a pénisz nyílásán nedvesség észlelhető. A herék fájdalmával járó mellékhere-gyulladás csak ritkán fordul elő. A prosztata szintén megbetegedhet.

## Diagnózis

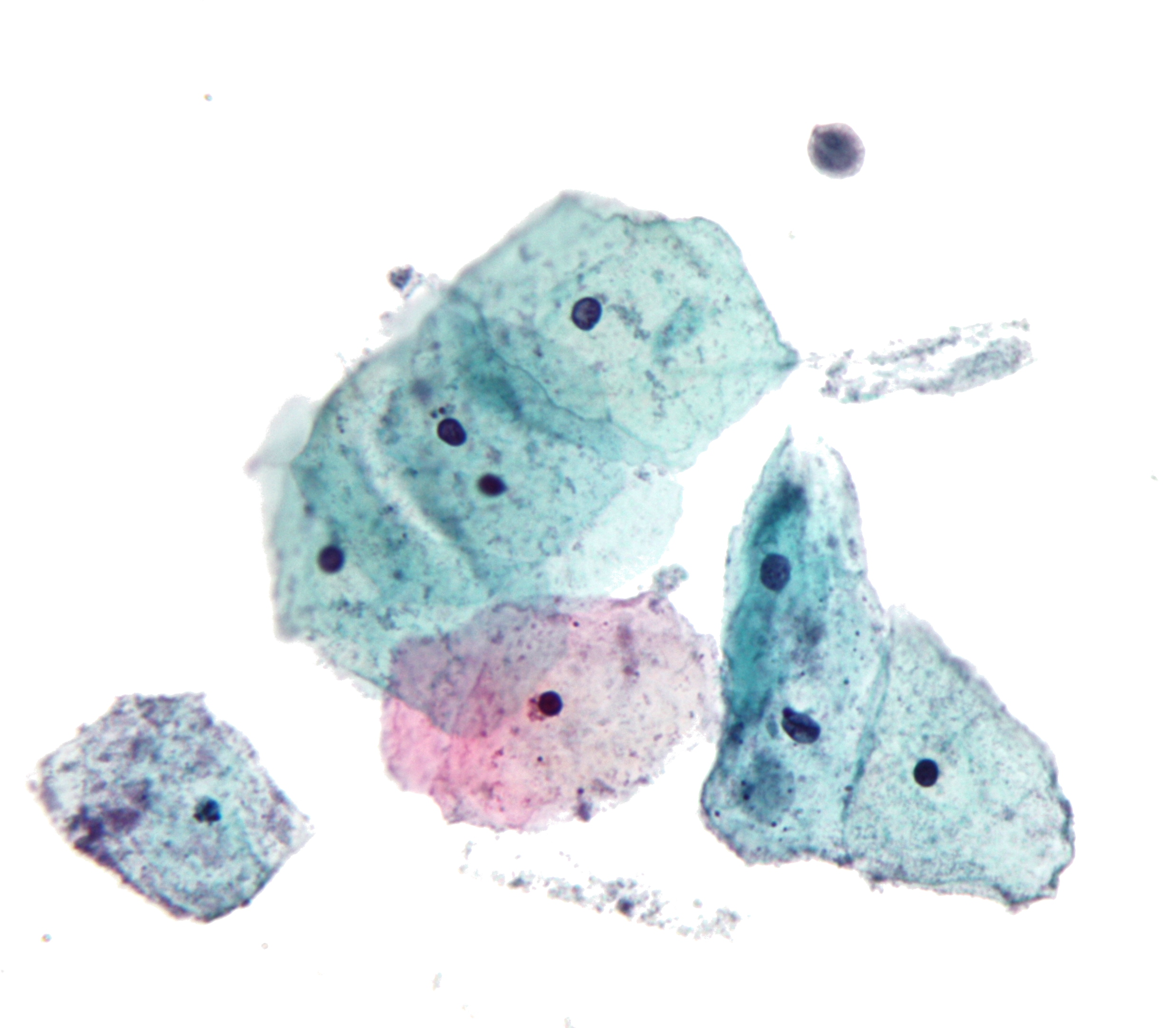
Trichomonas vaginalis hüvelykenetben (Papanicolaou festés). A nagy hámsejtek mellett a kép jobb felső sarkában látható az előbbieknél kisebb, sötétebben festődő kórokozó.

### Mikroszkópia
A klinikai kép értékelése mellett a natív mikroszkópos vizsgálat a leggyorsabb diagnosztikai módszer. A hüvely-, húgycső- vagy prosztataváladékból nyert mintát 0,9%-os nátrium-klorid oldat hozzáadása mellett felhordják a tárgylemezre, és lefedik fedőlemezzel. A natív készítményt az orvosi rendelőben, még meleg állapotban, legkésőbb 20 perccel a mintavétel után ki kell értékelni: fény- vagy fáziskontraszt-mikroszkóppal 200-1000-szeres nagyítás mellett a mozgó flagellata 55-60%-os biztonsággal kimutatható. Ha a minta helyszíni kiértékelésére nincs mód, további lehetőség a kenet metanolos fixálása a tárgylemezen és festési eljárással való kiértékelése. Erre a célra a Papanicolaou-, Giemsa- vagy Pappenheim-festések a legalkalmasabbak, de ezek helyes interpretációjához nagy gyakorlat szükséges, és érzékenységük nem haladja meg a natív vizsgálatét. A mikroszkópos vizsgálat elsősorban a fertőzés akut stádiumában eredményes, amikor a csíraszám a legmagasabb a vizsgálati anyagban.

### Tenyésztés
A mikroszkópos vizsgálatnál megbízhatóbb, de körülményes eljárás a protozoonnak a frissen leoltott mintából való kitenyésztése. A kereskedelmi forgalomban kapható folyékony táptalajok közül a CPLM (cystein-pepton-liver-maltose), a Diamond's TYM (trypticase-yeast-maltose), az Oxoid CM0161 és a Trichosel bouillon a leggyakrabban használt táptalajok. A mintavétel után a váladékot rögtön a (lehetőleg 37 °C-ra előmelegített) transzport táptalajba kell leoltani, és ezen a hőmérsékleten inkubálva néhány órán, de legkésőbb egy napon belül eljuttatni a laboratóriumba. A mikrobiológiai tenyésztés 2-7 napot vesz igénybe, melynek során a táptalaj többszöri frissítése szükséges, és a tenyészet 1-2 naponta kiértékelendő. A módszer érzékenysége 38-82%; hasonlóan a mikroszkópos vizsgálathoz, tünetmentes hordozók esetében gyakori az álnegatív eredmény. Az eljárás előnye, hogy lehetőséget nyújt a rezisztenciavizsgálatra, így az antibiotikus kezelésben alkalmazott terápiás dózis egyénre szabható.

### Antigén teszt
A legelterjedtebb antigén kimutatáson alapuló teszt az OSOM Trichomonas Rapid Test, mely egy laterális áramlású immunokromatográfiás gyorsteszt. A teszt során a hüvely-, húgycső- vagy prosztataváladékból nyert, pufferfolyadékkal elkevert minta egy nitrocellulóz tesztcsíkon keresztül áramlik. Az áramló folyadék először egy, a T. vaginalis-ra fajlagos antitestekkel konjugált színes mikrogömböket tartalmazó sávon halad át. Amennyiben T. vaginalis antigén van jelen a mintában, ez az antitesthez kötődik és immunkomplexet képez. Az immunkomplexet tartalmazó folyadék további áramlása során egy második T. vaginalis-specifikus antitesttel borított sávon halad át, melyen az immunkomplex megkötődik: a konjugált színes mikrogömbök e sávban összegyűlnek és létrehozzák a felhasználó számára könnyen felismerhető színes vonalat. Ez a beteg-közeli (point-of-care) gyorsteszt 20 perc alatt az orvosi rendelőben, vagy akár otthon is elvégezhető. További előnye, hogy akkor is alkalmazható, ha a mintában jelenlévő protozoonok száma nem éri el a mikroszkóppal láthatót, vagy a mintában már nincs élő kórokozó. Tünetmentes betegeknél (legalacsonyabb kórokozószám) azonban ez a módszer sem mindig eredményes. Az eljárás érzékenysége 62-95% között mozog.

### Nukleinsav amplifikációs teszt
A T. vaginalis egy rövid, alkalmasan megválasztott génszekvenciájának pl. polimeráz-láncreakcióval (PCR) történő sokszorozása (amplifikációja) és kimutatása a mai gyakorlatban használt legérzékenyebb módszer a trichomoniázis diagnosztikájában (95-100%-os érzékenység). Több teszttel akár 1-2 kórokozó sejt jelenléte is kimutatható a mintában, így ez a legalkalmasabb módja a tünetmentes (de fertőzőképes) betegek azonosításának. A rendkívül érzékeny, sem magas csíraszámot, sem élő kórokozó sejteket nem igénylő eljárás hátránya, hogy a fertőzés gyógyulása után még 3-5 hétig álpozitív eredményt szolgáltathat, a fertőzésből visszamaradt, elhalt mikrobák detekciója révén. Az amplifikációs módszer további előnye, hogy vele több primer párt alkalmazva multiplex rendszer alakítható ki, mellyel több fertőző ágens jelenlétét lehet egyidejűleg vizsgálni. A nemi betegségek multiplex PCR vizsgálata során jól felszerelt laborháttér mellett egyetlen levett vizsgálati anyagból kimutatható a T. vaginalis mellett a  Neisseria gonorrhoeae, a Chlamydia trachomatis, a Herpes simplex I-II az Ureaplasma urealyticum, az Ureaplasma parvum, a Mycoplasma hominis és a Mycoplasma genitalium.

## Kezelés

### Antibiotikum
A terápiában a vezető szerepet az 5-nitroimidazol származékai játsszák, melyek közül Magyarországon a metronidazol és a tinidazol van forgalomban. Lökésterápiában 2 g metronidazol vagy tinidazol egyszeri bevitelével az esetek 82-88%-ában érhető el gyógyulás. Kúraszerű kezelésre napi 2 x 500 mg metronidazol alkalmazható 7 napon át; a gyógyulási arány ebben az esetben 95%-os. Helyi kezelésre férfiakban nincs mód, azonban nőkben sem elégséges, mert a hüvely nyálkahártyáján keresztül felszívódó metronidazol biológiai hasznosulása csupán mintegy ötöde a szájon át vagy intravénásan bevitt gyógyszerének. Mivel a parazita jelen lehet a húgycsőben, a hólyagban, a Bartholin- és Skene-mirigyekben illetve a méhnyak nyálkahártyáján is, az intravaginálisan alkalmazott metronidazol önmagában csak az esetek 20%-ában eredményez gyógyulást. A szisztémás terápia hatásfoka azonban növelhető kiegészítő hüvelyi metronidazol kezeléssel: 2 g metronidazollal lefolytatott lökésterápiában a szérum metronidazol-koncentráció 24-48 órán keresztül haladja meg a protozoonra nézve letális értéket, a hüvelyváladékban mért koncentráció azonban a szérumban mérhetőnek csupán kb. 50%-a. A hüvelyben ennek megfelelően a kezelés hatásos időablaka rövidebb, amit a helyileg alkalmazott metronidazol, klotrimazol vagy valamely trichomonacid tulajdonságú antiszeptikum, pl. povidon-jód, dekvalínium-klorid, polikrezulén vagy oktenidin-hidroklorid/fenoxietanol meghosszabbíthat. A klinikai esetek kb. 5%-a köthető metronidazol-rezisztens törzsekhez. Az 5-nitroimidazol gyógyszercsoporton belüli keresztrezisztenciák miatt gyakori a (valamilyen fokú) egyidejű metronidazol- és tinidazol-rezisztencia. Ilyenkor a dózis növelése, a kombinált szisztémás és helyi terápiák, valamint a laktobacillus védőoltás alkalmazása vezethet eredményre. A fertőzött pár mindkét tagját egyidejűleg kell kezelni, akkor is, ha egyikük vagy mindkettőjük tünetmentes. A betegség igazolt klinikai és mikrobiológiai gyógyulása előtt folytatott nemi élet a partnerek újrafertőződéséhez vezethet.

### Laktobacillus védőoltás
A trichomonas fertőzött nőbetegekben gyakorlatilag mindig jelen van anaerob bakteriális infekció is. A T. vaginalis mellett nagyszámú Mycoplasma, Parvimonas, Sneathia és egyéb nemzetségekbe tartozó baktériumokból álló mikrobiális közösségben a normál hüvelyflórát alkotó laktobacillusok általában jelentősen visszaszorulnak vagy el is tűnnek. Az 1970-es években tett felismerés, hogy az ebben az ökoszisztémában fennmaradó laktobacillus törzsek egy része morfológiailag és élettanilag aberráns, nem kedvez a trichomonasos és bakteriális hüvelyfertőzés gyógyulásának. A trichomoniázis kezelésére terápiás javallattal rendelkező, vényköteles laktobacillus védőoltások ezek ellen a laktobacillus törzsek ellen alakítanak ki immunitást, mely lehetővé teszi a normál laktobacillus populáció megtelepülését. Az antibiotikumos kezelést laktobacillus védőoltással kiegészítve a recidívák aránya kb. 85%-kal csökkenthető.